# Dancevoir

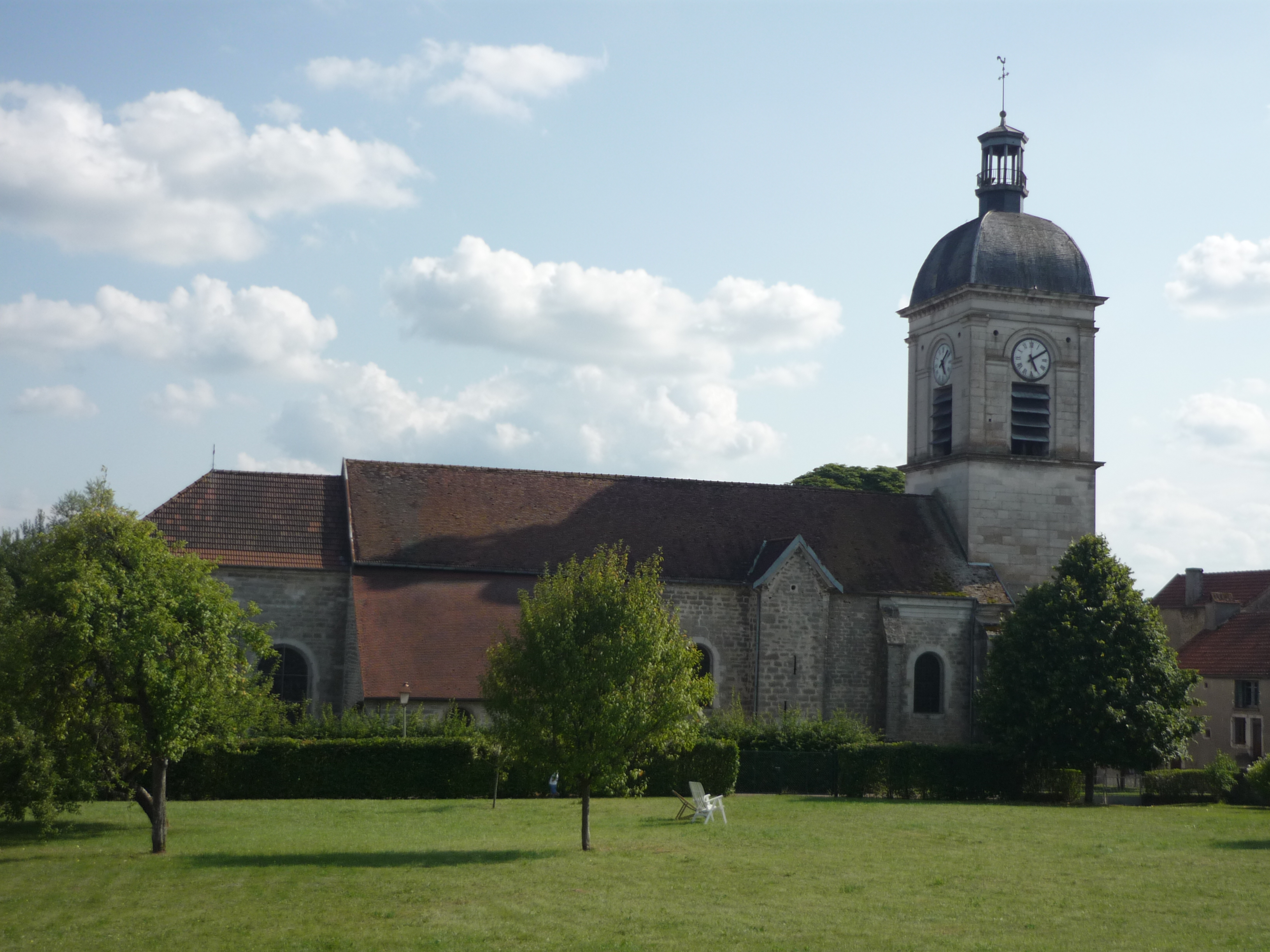
Kerk van Dancevoir

Dancevoir is een gemeente in het Franse departement Haute-Marne (regio Grand Est) en telt 249 inwoners (2005). De plaats maakt deel uit van het arrondissement Chaumont.

## Geografie
De oppervlakte van Dancevoir bedraagt 26,4 km², de bevolkingsdichtheid is 9,4 inwoners per km².
De onderstaande kaart toont de ligging van Dancevoir met de belangrijkste infrastructuur en aangrenzende gemeenten.

## Demografie
Onderstaande figuur toont het verloop van het inwonertal (bron: INSEE-tellingen).